# دابلیو. دانکن منسفیلد
دابلیو. دانکن منسفیلد (انگلیسی: W. Duncan Mansfield؛ ‏ ۱۷ سپتامبر ۱۸۹۷ – ۱۵ سپتامبر ۱۹۷۱) تدوین‌گر، و کارگردان فیلم اهل ایالات متحده آمریکا بود.
از فیلم‌هایی که وی در آن‌ها نقش داشته‌است، می‌توان به مواظب باش پروفسور، روز هفتم و قدم زدن زیر آفتاب اشاره نمود.